# Instytut Matematyki w Naukach Przyrodniczych im. Maxa Plancka

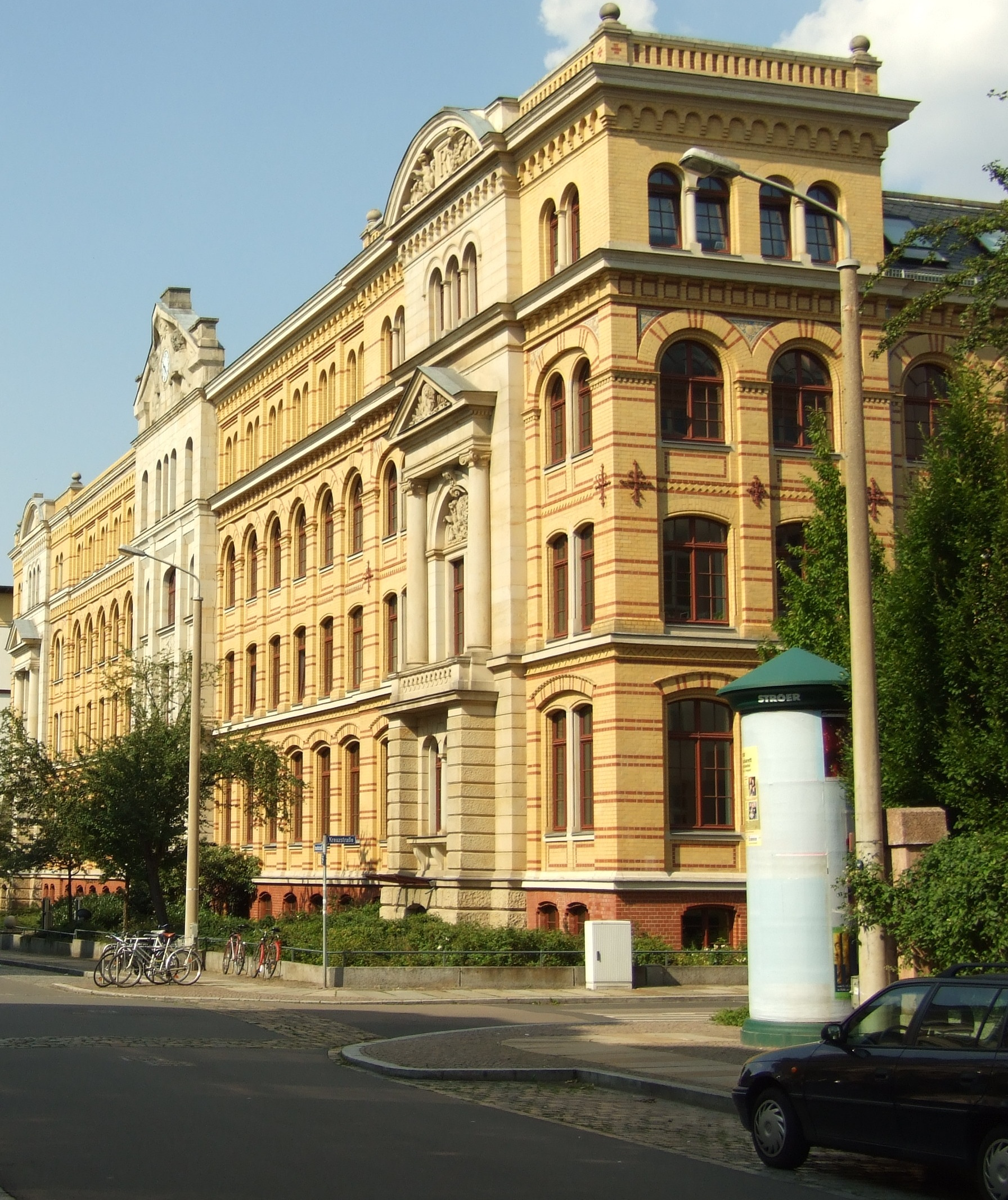
Budynek na skrzyżowaniu Inselstraße i Kreuzstraße w Lipsku, w którym znajduje się siedziba instytutu

Instytut Matematyki w Naukach Przyrodniczych im. Maxa Plancka (ang. Max Planck Institute for Mathematics in the Sciences, niem. Max-Planck-Institut für Mathematik in den Naturwissenschaften) (MPI MiS) – instytut naukowo-badawczy zajmujący się zastosowaniami matematyki w naukach przyrodniczych. Instytut mieści się w Lipsku (Saksonia, Niemcy) i należy do Towarzystwa Maxa Plancka – największej niemieckiej instytucji naukowej. Instytut blisko współpracuje z wydziałem matematyki Uniwersytetu w Lipsku – niektórzy pracownicy naukowi afiliowani są w obu instytucjach, organizowane są wspólne wykłady i seminaria.

## Historia
Institut został ufundowany 1 marca 1996. Swoją działalność oficjalnie rozpoczął 2 października 1996. Pierwszymi dyrektorami instytutu zostali Jürgen Jost, Stefan Mueller i Eberhard Zeidler, którego inicjatywie przypisuje się powstanie instytutu. Zadeklarowanym celem Instytutu było prowadzenie badań z zakresu matematyki i matematyki stosowanej, prowadzenie dialogu pomiędzy matematykami a przedstawicielami innych dziedzin badawczych oraz wprowadzanie odkryć naukowych i stojących za nimi pomysłów do matematyki.

## Grupy robocze

### Obecne działające grupy robocze
Trzy główne grupy robocze są prowadzone przez dyrektorów Instytutu:
- Jürgen Jost – systemy złożone, uczenie maszynowe, geometria różniczkowa, geometria, filozofia nauki, geometria informacji, sieci neuronowe.
- Felix Otto – analiza matematyczna i jej zastosowania, fizyka teoretyczna.
- Bernd Sturmfels(inne języki) – algebra, zwłaszcza nielinowa, geometria, kombinatoryka i ich zastosowania w statystyce i naukach przyrodniczych.

Pozostałe grupy robocze:
- Daniele Agostini – geometria algebraiczna.
- Nihat Ay – geometria informacji w kognitywistyce.
- Benjamin Gess – stochastyczne równania różniczkowe cząstkowe.
- Michael Joswig – oprogramowanie matematyczne.
- Guido Montúfar – matematyczne uczenie maszynowe.
- Matteo Smerlak – ewolucja.
- André Uschmajew – tensory i optymalizacja.

### Dawne grupy robocze
Grupy robocze byłych dyrektorów Instytutu:
- Eberhard Zeidler – analiza funkcjonalna, fizyka teoretyczna.
- Wolfgang Hackbusch(inne języki) – metody numeryczne równań różniczkowych cząstkowych.
- Stefan Mueller – metody matematyczne badań materiałowych, mechanika ośrodków ciągłych, fizyka teoretyczna, nielinowe równania różniczkowe cząstkowe, rachunek wariacyjny.

Inne grupy robocze działające niegdyś w instytucie:
- Lehel Banjai – metody numeryczne w akustyce i elektromagnetyzmie.
- Antonio DeSimone – badania materiałowe.
- Nicolas Dirr – badania materiałowe.
- Peter Hornung – analiza geometryczna w naukach przyrodniczych.
- Mateusz Michałek – Kombinatoryczna geometria algebraiczna.
- Angkana Ruland – plastyczność w równaniach różniczkowych cząstkowych.
- Artem Sapozhnikov – przestrzenne procesy stochastyczne.
- Matthias Schwarz – geometria symplektyczna i hamiltonowskie układy dynamiczne.
- Emanuele Spadaro – geometryczna teoria miary.
- Angela Stevens – zastosowania matematyki w biologii.
- Johannes Zimmer – rachunek wariacyjny.